# Myotis hayesi
Myotis hayesi — вид ссавців з родини лиликових (Vespertilionidae).

## Морфологічна характеристика
Це дрібний вид Myotis із довжиною передпліччя 33.8 мм і довжиною черепа 13.64 мм. Великий палець, подушечка стопи та калкар (включаючи кіль) виразно жовтуваті та різко контрастують із загальною коричневою мембраною крил. Великий палець вкорочений і потовщений. Підошва задніх лап широка, гладка і увігнута, а її найбільша ширина (виміряна біля основи пальців) перевищує довжину найдовшого пальця. Мордочка відносно коротка, а передня частина черепа піднята, хоча мозкова оболонка не особливо куляста. Є три верхні й нижні премоляри, а середні премоляри розташовані всередині зубного ряду.

## Поширення
Наразі вид відомий лише з міста Пномпень, Камбоджа. Голотип був зібраний у міському середовищі з розкиданими садами, засадженими різними видами пальм і широколистяних дерев.

## Етимологія
Вид названо на честь Бенджаміна Хейса на знак визнання його виняткового внеску в покращення розуміння та збереження кажанів у В'єтнамі та Камбоджі.